# Мирнинское сельское поселение (Гордеевский район)
Ми́рнинское сельское поселение — муниципальное образование в юго-западной части Гордеевского района Брянской области. Центр — посёлок Мирный.
Образовано в результате проведения муниципальной реформы в 2005 году как Мирнинское городское поселение в границах Мирнинского поссовета и Кожановского сельсовета.
В 2011 году преобразовано в Мирнинское сельское поселение, в связи с отнесением посёлка Мирный к категории населённых пунктов сельского типа.

## Население
| 2009  | 2010  | 2011  | 2012  | 2013  | 2014  | 2015  |
| ----- | ----- | ----- | ----- | ----- | ----- | ----- |
| 1450  | ↗1807 | ↘1799 | ↘1770 | ↘1735 | ↗1784 | ↘1783 |
| 2016  | 2017  | 2018  | 2019  | 2020  | 2021  |       |
| ↗1813 | ↘1764 | ↘1735 | ↘1706 | ↘1669 | ↘1607 |       |

## Населённые пункты
| № | Населённый пункт | Тип     | Население |
| - | ---------------- | ------- | --------- |
| 1 | Кожаны           | село    | ↗361      |
| 2 | Мирный           | посёлок | ↘1374     |

Ранее в состав сельского поселения также входил посёлок Ермаки, исключённый из учётных данных в 2011 году.
Законом Брянской области от 28 сентября 2015 года № 74-З, упразднены как фактически не существующие в связи с отсутствием жителей посёлки Безбожник и Зайцев.